# Sho Sakurai
Sho Sakurai (櫻井 翔 Sakurai Sho) (Minato, Tòquio, 25 de gener de 1982), és un idol, cantant i Actor japonès, membre del grup Arashi, pertanyent a l'agència de talents masculins Johnny & Associates. Va entrar a l'agència el 1995, amb 13 anys. Quatre anys després va ser escollit per formar part del grup Arashi, amb quatre membres més, debutant amb el single A·RA·SHI el mes de novembre de 1999. És llicenciat en economia per la Universitat de Keio des de març de 2004. A més de les seves activitats amb Arashi, és també una coneguda personalitat a televisió i ràdio, on ha fet de presentador de diversos programes.

## Filmografia
Sèries televisives
| Any  | Títol                                                              | Paper                    |
| ---- | ------------------------------------------------------------------ | ------------------------ |
| 1999 | V no Arashi                                                        | Sho Sakurai              |
| 2000 | Otosan                                                             | Akira Ohmura             |
| 2001 | Tengoku ni Ichiban Chikai Otoko 2                                  | Ayumi Todo               |
| 2002 | Shonen Taiya: Third Story - Aoki-san Uchi no Oku-san               | Sho                      |
| 2002 | Kisarazu Cat's Eye                                                 | Futoshi Nakagomi (Bambi) |
| 2003 | Yoiko no Mikata                                                    | Taiyo Suzuki             |
| 2003 | Ikebukuro West Gate Park Special                                   | Bambi                    |
| 2003 | Gekidan Engimono: Catorzena història - Haetori Kami                | Yohei Yamada             |
| 2004 | Nurseman Special                                                   | Masaya Iwata             |
| 2004 | Gekidan Engimono: Primera història - Unlucky Days: Natsume no Moso | Kantaku                  |
| 2004 | Tokio                                                              | Tokio Miyamoto           |
| 2005 | Gekidan Engimono: Onzena història - Ishikawa-ken Gosan-shi         | Jun Kawase               |
| 2005 | Yankee Bokou ni Kaeru Especial                                     | Masaya Yoshimori         |
| 2007 | Yamada Taro Monogatari                                             | Takuya Mimura            |
| 2009 | Uta no Onii-san                                                    | Sho Sakurai              |
| 2009 | The Quiz Show 2                                                    | Satoru Kamiyama          |
| 2009 | My girl                                                            | Sato                     |
| 2010 | Saigo no Yakusoku                                                  | Yukio Tomizawa           |
| 2010 | Kobe Shimbun no Nanokakan                                          | Tomohiko Mitsuyama       |
| 2010 | Tokujo Kabachi!!                                                   | Katsuhiro Tamura         |
| 2011 | Nazotoki wa Dinner no Ato de                                       | Kageyama                 |
| 2012 | Mou Yuukai Nante Shinai                                            | Kageyama                 |
| 2012 | Nazotoki wa Dinner no Ato de                                       | Kageyama                 |
| 2012 | Blackboard, Mestres que lluiten contra una Era                     | Shirahama                |
| 2012 | Papadol!                                                           | Sho Sakurai              |
| 2013 | Kazoku Game                                                        | Kouya Yoshimoto          |
| 2013 | Nazotoki wa Dinner no Ato de                                       | Kageyama                 |